# リングリーダー・オブ・ザ・トーメンターズ
『リングリーダー・オブ・ザ・トーメンターズ』（Ringleader of the Tormentors）は、モリッシーが2006年に発表した8作目のスタジオ・アルバム。

## 解説
当初はザ・キラーズ等を手がけたジェフ・サルツマンのプロデュースと報じられたが、最終的にはT・レックスやデヴィッド・ボウイ等との仕事で知られるトニー・ヴィスコンティがアルバムの全編をプロデュースした。エンニオ・モリコーネが「ディア・ゴッド、プリーズ・ヘルプ・ミー」のストリングス・アレンジを担当。長年モリッシーのソロ活動を支えてきたギタリストのアラン・ホワイトは、本作のレコーディングを最後にモリッシーのバンドを脱退するが、ソングライターとしてはその後の作品にも関与している。
モリッシーは本作で自身3度目の全英アルバムチャート1位獲得を果たし、スウェーデンのアルバム・チャートでも自身2度目の1位を獲得した。
本作からの先行シングル「ユー・ハヴ・キルド・ミー」は全英シングルチャートで3位に達し、本作からは更に「ザ・ヤンゲスト・ワズ・ザ・モスト・ラヴド」（全英14位）、「イン・ザ・フューチャー・ホエン・オールズ・ウェル」（全英17位）、「アイ・ジャスト・ウォント・トゥ・シー・ザ・ボーイ・ハッピー」（全英16位）がシングル・ヒットした。

## 収録曲
特記なき楽曲はモリッシーとアラン・ホワイトの共作。
1. アイ・ウィル・シー・ユー・イン・ファー・オフ・プレイセズ "I Will See You in Far-Off Places" – 4:13
2. ディア・ゴッド、プリーズ・ヘルプ・ミー "Dear God Please Help Me" – 5:51
3. ユー・ハヴ・キルド・ミー "You Have Killed Me" (Morrissey, Jesse Tobias) – 3:08
4. ザ・ヤンゲスト・ワズ・ザ・モスト・ラヴド "The Youngest Was the Most Loved" (Morrissey, J. Tobias) – 2:59
5. イン・ザ・フューチャー・ホエン・オールズ・ウェル "In the Future When All's Well" (Morrissey, J. Tobias) – 3:54
6. ザ・ファーザー・フー・マスト・ビー・キルド "The Father Who Must Be Killed" – 3:53
7. ライフ・イズ・ア・ピッグスタイ "Life Is a Pigsty" – 7:22
8. アイル・ネヴァー・ビー・エニバディズ・ヒーロー・ナウ "I'll Never Be Anybody's Hero Now" – 4:14
9. オン・ザ・ストリーツ・アイ・ラン "On the Streets I Ran" (Morrissey, J. Tobias) – 3:51
10. トゥ・ミー・ユー・アー・ア・ワーク・オブ・アート "To Me You Are a Work of Art" – 4:01
11. アイ・ジャスト・ウォント・トゥ・シー・ザ・ボーイ・ハッピー "I Just Want to See the Boy Happy" (Morrissey, J. Tobias) – 2:59
12. アット・ラスト・アイ・アム・ボーン "At Last I Am Born" (Morrissey, Michael Farrell) – 3:34

## 参加ミュージシャン
- モリッシー - ボーカル
- アラン・ホワイト - ギター
- ボズ・ブーラー - ギター
- ジェシー・トバイアス - ギター
- ゲイリー・デイ - ベース
- マット・チェンバレン - ドラムス
- マイケル・ファレル - ピアノ、オルガン、キーボード、トランペット、トロンボーン、パーカッション
- エンニオ・モリコーネ - ストリングス・アレンジ(#2)